# Nana (cantante)
Nana (나나?, NanaLR, NanaMR), pseudonimo di Im Jin-ah (임진아?, Im Jin-aLR, Im ChinaMR; Cheongju, 14 settembre 1991), è una cantante, modella e attrice sudcoreana.
Ha fatto parte del gruppo musicale After School dal 2009 al 2015 e del suo sottogruppo Orange Caramel dal 2010 al 2014.

## Biografia
Im Jin-ah nasce a Cheongju, in Corea del Sud, il 14 settembre 1991. Dopo aver frequentato la Ochang High School della sua città natale, prende parte all'Asia Pacific Super Model Contest nel 2009. Ha inoltre la licenza di truccatrice ed è un membro della Makeup Artists Association.

### After School
Nana debutta come cantante nelle After School nel novembre 2009 con il brano Because of You.

## Discografia
Per le opere con le After School, si veda Discografia delle After School.

### Singoli
- 2011 – Close Your Eyes
- 2012 – Eyeline
- 2013 – Sleeping Forest

## Filmografia

### Cinema
- White: Jeoju-ui melody (화이트: 저주의 멜로디), regia di Kim Gok e Kim Sun (2011)
- Fashion wang (패션왕), regia di Oh Ki-hwan (2014)
- Du la la sheng zhi ji 2 (杜拉拉追婚记), regia di Andrew Chien (2015)
- The swindlers (꾼) , regia di Jang Chang-won (2017)
- Confession (자백), regia di Yoon Jong Seok (2022)

### Televisione
- Xiang'ai chuansuo qiannian (相愛穿梭千年) – serie TV (2015)
- Good Wife (굿 와이프) – serie TV (2016)
- Kill It (킬잇) – serie TV (2019)
- Justice (저스티스) – serie TV (2019)
- Chulsapyo (출사표) – serie TV (2020)
- Oh My Ladylord (오! 주인님) – serie TV (2021)
- Genesis (복제인간) – serie TV (2021)
- Wolsugeumhwamokto (월수금화목토?) – serie TV (2022)
- Glitch (글리치?, GeullichiLR) – serie TV (2022)
- Mask Girl (마스크걸) – serie TV (2023)
- Cupido amore mio (내 남자는 큐피드?, Nae namjaneun KyupideuLR) – serie TV (2023-2024)

## Videografia
Oltre che nei videoclip delle After School, Nana è apparsa anche nei seguenti video:
- 2010 – White Tears, videoclip dei Eru
- 2009 – Like A Fool, videoclip di Honey Dew